# Sŭngho-guyŏk
Sŭngho-guyŏk ist ein Bezirk der nordkoreanischen Provinz Hwanghae-pukto. Bis 2010 war er ein Stadtbezirk von Pjöngjang.
Der Bezirk liegt zwischen der Gabelung des Taedong-gang und des Nam. Er grenzt im Norden an den Stadtteil Samsŏk-guyŏk, im Osten an den Landkreis Kangdong-gun und im Süden an Sangwŏn-gun und Sadong-guyŏk.

## Geschichte
Sŭngho-guyŏk wurde im September 1959 als Stadtbezirk von Pjöngjang eingerichtet und 2010 wieder ausgegliedert.
Die Ausgliederung Sŭngho-guyŏks sei laut südkoreanischer Menschenrechtsorganisationen auf die Nahrungsmittelknappheit zurückzuführen. Die Bevölkerung der Hauptstadt solle mit der Umlegung reduziert worden sein um bei Lieferengpässen zumindest die Menschen im Innenstadtbereich ausreichend versorgen zu können.

## Verwaltungsgliederung
Sŭngho-guyŏk ist in 12 Verwaltungseinheiten eingeteilt. Der Ortsteil Sŭngho ist wiederum in zwei Verwaltungseinheiten unterteilt.
|              | Chosŏn'gŭl | Hancha |
| ------------ | ---------- | ------ |
| Apsae-dong   | 앞새동     |        |
| Hwachon-dong | 화천동     | 貨泉洞 |
| Kumok-ri     | 금옥리     | 金玉里 |
| Kwangjon-ri  | 광정리     | 廣貞里 |
| Mandal-ri    | 만달리     | 晩達里 |
| Namgang-dong | 남강동     | 南江洞 |
| Pongdo-ri    | 봉도리     | 鳳島里 |
| Richon-ri    | 리천리     | 梨川里 |
| Ripsok-dong  | 입석동     | 立石洞 |
| Samchon-ri   | 삼청리     | 三靑里 |
| Sunghon-dong | 승호동     | 勝湖洞 |
| Tokkol-dong  | 독골동     |        |